# Château de l'Horizon
Château de l'Horizon es una villa de estilo moderno, construida en 1932 por el arquitecto estadounidense Barry Dierks para la actriz Maxine Elliott. La villa está ubicada en la costa de Golfe-Juan en Vallauris.
La villa ha recibido una serie de huéspedes distinguidos, incluyendo Sir Winston Churchill, quien era un huésped habitual entre 1934 y 1940. El príncipe Alí Khan compró la villa en 1948, y su casamiento con Rita Hayworth se celebró aquí el año siguiente.

## Historia
En 1932, Maxine Elliott (1868 - 1940), construyó en la costa del Golfe-Juan una grandiosa villa, que la revista Punch describió como "un palacio blanco colocado sobre el agua". Dotada de un agudo sentido comercial y una pasión por la sociedad, la actriz gastó $350.000 de la época en esta villa anclada en las rocas que se distinguió por su puerto privado. Elliott le puso de nombre Château de l’Horizon.
Entre los notables del momento, Maxine Elliot recibió en su villa a personajes de la talla de Lloyd George o el duque y la duquesa de Windsor, que fueron huéspedes habituales. Winston Churchill acudía regularmente de vacaciones, momento en el que pintó y terminó su libro sobre el duque de Marlborough. En sus memorias, Noel Coward relató las cenas y las llegadas de los huéspedes en barco al muelle de la villa.
Elsa Maxwell afirmó - aunque sin dar fuentes - que la víspera de la Segunda Guerra Mundial, la villa sirvió como lugar de encuentro para Anthony Eden, el ministro británico de Relaciones Exteriores, y sus homólogos franceses e italianos.
Maxine Elliot murió en 1940. Tras la guerra, la villa fue arrendada por Rosita Winston, mujer de un millonario estadounidense. Ella continuó con las tradiciones sociales instituidas por Elliott con cenas para 20 a 30 huéspedes, que incluyeron personajes como Greta Garbo, Jack Warner o Maurice Chevalier. Su marido mantenía, sin embargo, “que no tenía ni la menor idea quienes fueron o cómo fueron invitados. El problema es que todos se conocen extremadamente bien.”
En 1948, el príncipe Alí Khan, hijo mayor y heredero del Aga Khan III, compró la villa. Bajo el liderato de Elsa Maxwell, la sociedad internacional y la aristocracia de la Riviera continuaron haciendo de la villa un centro de atención de la prensa internacional. El 27 de mayo de 1947, tras el casamiento del príncipe con Rita Hayworth en el ayuntamiento de Vallauris, se celebró una lujosa recepción en la villa: la piscina estaba perfumada con agua de Colonia y decorada con las iniciales de la pareja hechas de flores flotando en la superficie del agua. Después de la muerte de Alí Khan, el 12 de mayo de 1960 en un accidente automovilístico, su cuerpo fue enterrado temporalmente en el jardín de la villa a la espera de la construcción de un mausoleo en Siria (los restos fueron transferidos de la villa en 1972).
En 1979, el heredero al trono saudí, el futuro Rey Fahd, adquirió la villa.

## Descripción

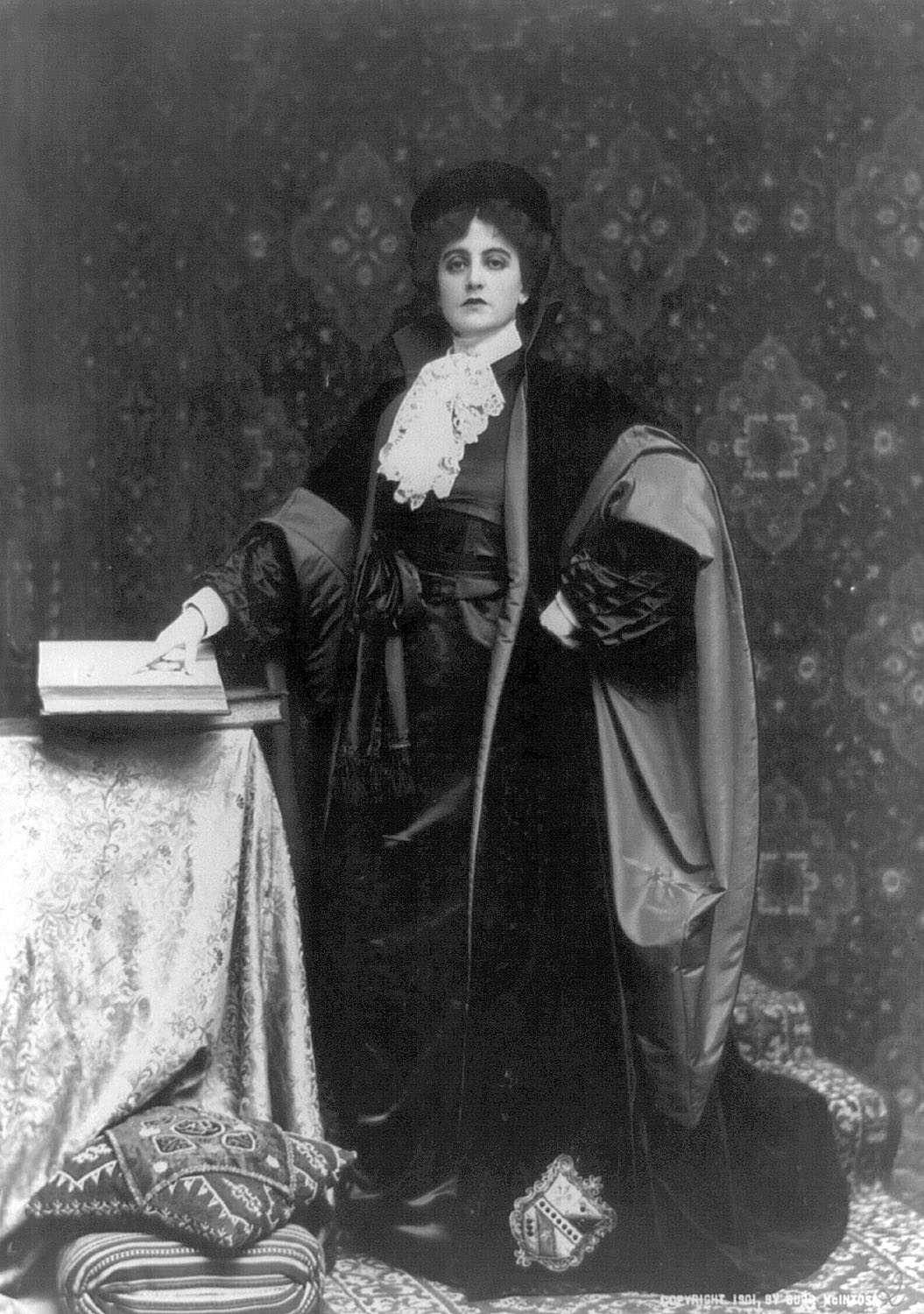
La actriz Maxine Elliott (h. 1901 en su papel famoso de Portia en El mercader de Venecia), dueña de Château de l'Horizon

Según el estudio publicado en 2004 en la revista In situ (publicación del  Ministerio Francés de la Cultura), el Château de l'Horizon "es una de las obras maestras de Barry Dierks." Aquí, el arquitecto creó un impresionante complejo de edificios - todos que se posicionan en perfecta armonía unos al otro - que consista de un edificio principal de cuatro plantas, anexos, un puerto privado y jardines diseñados por Dierks él mismo. La villa se volvió el sello característico del arquitecto.
La propiedad, que se calza entre la Route du bord de mer (D 6098) y la costa, se extiende a lo largo de la costa. Dierks utilizó esta topografía para diseñar un edificio largo in cual casi la totalidad de los cuartos dan al mar y el horizonte, de ahí el nombre de la villa.
Por esta razón, la fachada de entrada - visible desde la calzada - tiene pocas vanas: Frédéric Mitterrand habla de una "vista prohibida de la calzada y las vías del tren, sin embargo un acceso suntuoso por el mar."
Visto desde la costa, la línea extendida del edificio principal parece estar construido sobre las rocas dentados. La villa se compone de un cuerpo central rodeado por dos alas cortas, todas los cuales están situados en una terraza. En el lado oriental de la villa, un ala retranqueado se une con el edificio principal para formar una torre cuadrada. Las fachadas son de estuco blanco y son atravesadas por numerosas vanas que crean galerías porticadas cubiertas.
La propiedad se ubica en una cuesta descendente, la entrada está en el primer piso del lado del mar de la villa (los jardines, la piscina y los salons frais (salas de jardín) se encuentran en la planta baja). La planta de la entrada se asigna en su totalidad por los salones y áreas de servicio. La planta superior incluye diez dormitorios y siete baños. En la planta superior (3º piso de la entrada, 4º piso del lado del mar), que tiene acceso directo desde la terraza, es un salón y una galería porticada. 
La piscina, de un tamaño poco común en 1932, es un rectángulo largo que se extiende a lo largo del edificio principal paralelo a la costa y tiene vistas dominando al mar. Esta declaración arquitectónica, vista desde la villa, es espectacular. Una escalera monumental blanco desciende desde la piscina a la costa.

## Lectura adicional
- (en inglés) Diana Forbes-Robertson, My aunt Maxine: The story of Maxine Elliott, New York, Viking, Press, 1964.
- (en inglés) Vincent Sheean, Personal History, New York: Doubleday, 1935.
- (en inglés) Vincent Sheean, Between the Thunder and the Sun, New York, Random House, ca. 1943.